# Bernarlottiïta
La bernarlottiïta és un mineral de la classe dels sulfurs. Rep el seu nom en honor de Bernardino Lotti (1847-1933) per la seva contribució significativa al coneixement de la geologia de la Toscana i al desenvolupament de la indústria minera toscana.

## Característiques
La bernarlottiïta és una sulfosal de fórmula química Pb₆(As₅Sb₃)S18. Cristal·litza en el sistema triclínic. Es tracta d'una espècie molt relacionada amb l'ecrinsita. Va ser aprovada com a espècie vàlida per l'Associació Mineralògica Internacional l'any 2013.
L'exemplar que va servir per a determinar l'espècie, el que es coneix com a material tipus, es troba conservat a les col·leccions del Museu d'Història Natural de la Universitat de Pisa, a Itàlia, amb el número de catàleg 19687.

## Formació i jaciments
Va ser descoberta a la pedrera de marbre coneguda com a pedrera de marbre de Ceragiola, o també Àrea de Ceragiola, al vessant sud-oest del Mont Ornato. Aquesta pedrera es troba a la localitat italiana de Seravezza, a la Província de Lucca (Toscana, Itàlia), i es tracta de l'únic indret de tot el planeta on ha estat trobada aquesta espècie mineral.